# Anthaxia hozaki
Anthaxia hozaki es una especie de escarabajo del género Anthaxia, familia Buprestidae. Fue descrita científicamente por Bílý en 1973.